# Vasil Garvanliev
Vasil Garvanliev, noto anche con lo pseudonimo di Vasil (in macedone Васил Гарванлиев?; Strumica, 2 novembre 1984), è un cantante e baritono macedone con cittadinanza bulgara.
Avrebbe dovuto rappresentare la Macedonia del Nord all'Eurovision Song Contest 2020 con il brano You, poi cancellato a causa della pandemia di COVID-19; è stato riconfermato come rappresentante nazionale all'edizione del 2021 dove ha cantato Here I Stand.

## Biografia
Nato nella regione sudorientale dell'allora Repubblica Socialista di Macedonia, Vasil ha esordito nella musica a sette anni, dove ha iniziato ad esibirsi nei più famosi concorsi musicali e festival dedicati ai bambini.
Nel corso degli anni, Vasil si è trasferito a Chicago, Torino, Londra e Toronto, dove ha completato la sua formazione da cantante baritono. Grazie alla sua formazione ha interpretato più di 50 ruoli teatrali come cantante d'opera. Ha inoltre collaborato come corista per artisti del calibro di Nelly Furtado, Drake e Chance the Rapper.
Nel 2019, Vasil è stato corista per Tamara Todevska durante la sua partecipazione all'Eurovision Song Contest 2019, che le è valso il 7º posto nella serata finale con la sua Proud. Il 15 gennaio 2020 è stato confermato che l'ente televisivo macedone MRT l'ha selezionato internamente come rappresentante nazionale per l'Eurovision Song Contest 2020 a Rotterdam, nei Paesi Bassi. Il suo brano, intitolato You, è stato pubblicato l'8 marzo 2020. Tuttavia, il 18 marzo 2020 l'evento è stato cancellato a causa della pandemia di COVID-19, ma il cantante è stato riconfermato come rappresentante nazionale per l'Eurovision Song Contest 2021. Il brano con cui ha preso parte alla manifestazione, Here I Stand, è stato annunciato il 12 febbraio 2021. Nel maggio successivo, Vasil si è esibito nella prima semifinale eurovisiva, piazzandosi al 15º posto su 16 partecipanti con 23 punti totalizzati e non qualificandosi per la finale.

## Discografia

### Singoli
- 2007 – Pomogni mi
- 2019 – Gerdan
- 2019 – Patuvam
- 2019 – Mojata ulica (con Davor)
- 2020 – You
- 2020 – Prikazna
- 2021 – SudBina
- 2021 – Here I Stand
- 2022 – Beautiful
- 2022 – Dangerous Waters
- 2022 – Rhythm
- 2023 – Jovano
- 2023 – Ave Maria
- 2024 – Multiverse
- 2024 – Milky Way